# Илья (Минская область)
И́лья (бел. І́лья) — агрогородок в Вилейском районе Минской области Беларуси. Административный центр Ильянского сельсовета. Население 1458 человек (2009).

## География
Агрогородок находится в 25 км к юго-востоку от райцентра, города Вилейка. В 10 км к северо-западу от Ильи расположено Вилейское водохранилище, по восточной окраине посёлка протекает река Илия, приток Вилии. Через Илью проходит автодорога Р58, ближайшая ж/д станция в Вилейке.

## История

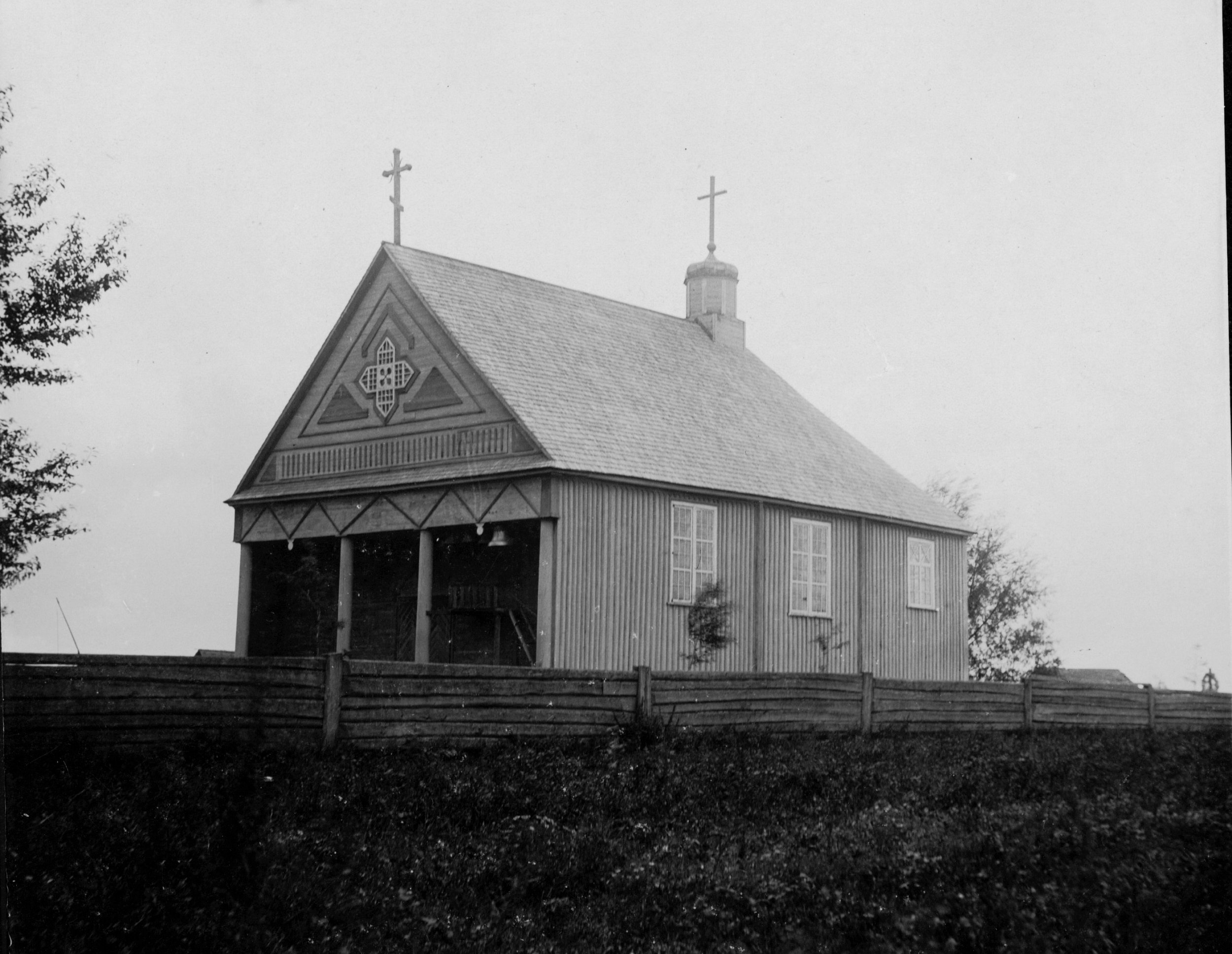
Православный храм. Св. Ильи на фото начала XX века

Первое письменное упоминание об Илье датируется 1475 годом, в это время имение принадлежало господарскому маршалку Богдану Саковичу. Позднее поселением обладали Заберезинские и Збаражские.
В 1564 году Илья впервые упоминается как местечко. После административно-территориальной реформы в Великом княжестве Литовском середины XVI века местечко вошло в состав Минского повета Минского воеводства. С 1582 года до конца XVII века Илья находилась во владении Глебовичей. В 1650 году местечко состояло из рыночной площади и трёх улиц, здесь было 93 двора. В 1669 году основан католический приход и построен первый католический храм на территории усадьбы Глебовичей. В 1692 году Кристина Глебович вместе с мужем, великим литовским гетманом Казимиром Яном Сапегой обменяли имение, которое перешло к князю К. Друцкому-Соколинскому. В XVIII веке имение неоднократно меняло хозяев, в 1726 году Михаил Савицкий перенёс деревянный костёл с территории усадьбы в центр местечка, а в 1772 году Бригитта Сологуб построила новое деревянное здание храма, освящённого во имя св. Михаила. В 1792 году Илья перешла к известному политическому деятелю и композитору Михаилу Клеофасу Огинскому. На территории поместья действовал стеклозавод, изделия которого, найденные археологом Михаилом Чернявским теперь хранятся в Минском областном краеведческом музее.

Экспонаты из археологических раскопок в Илье, 1982 год, Минский областной краеведческий музей
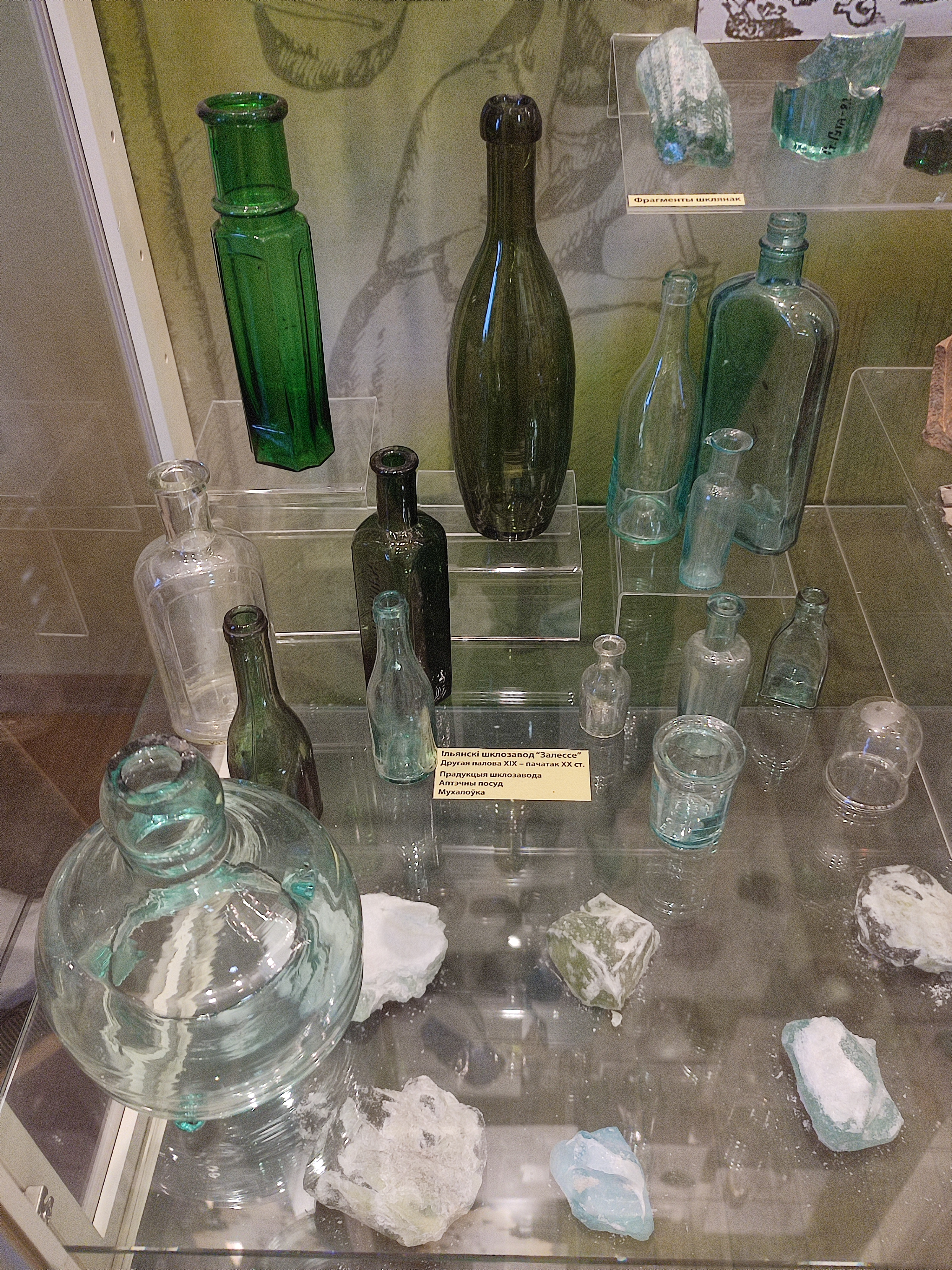
Ильянский стеклозавод «Залесье»
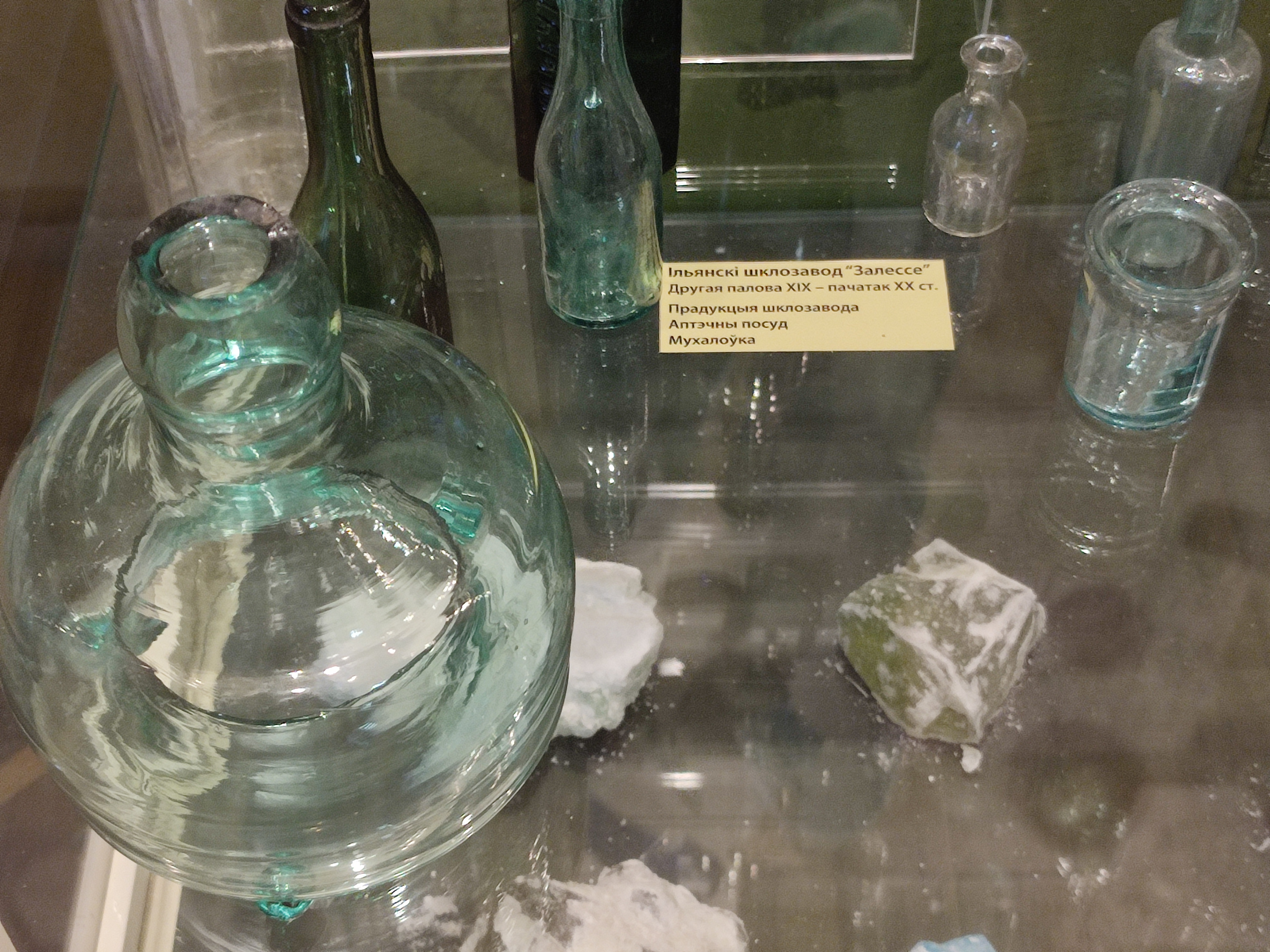
Ильянский стеклозавод «Залесье»
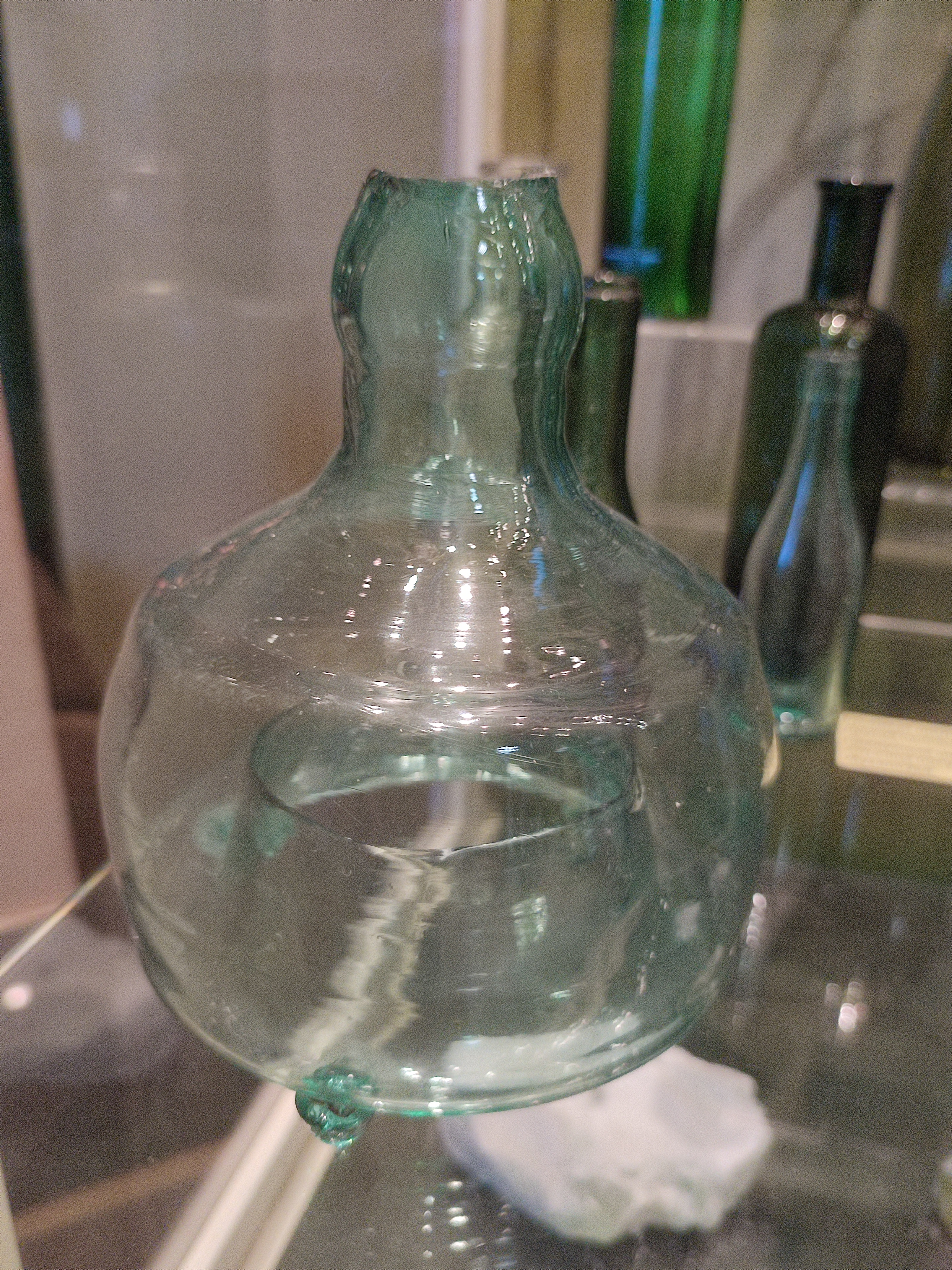
Старинная мухоловка
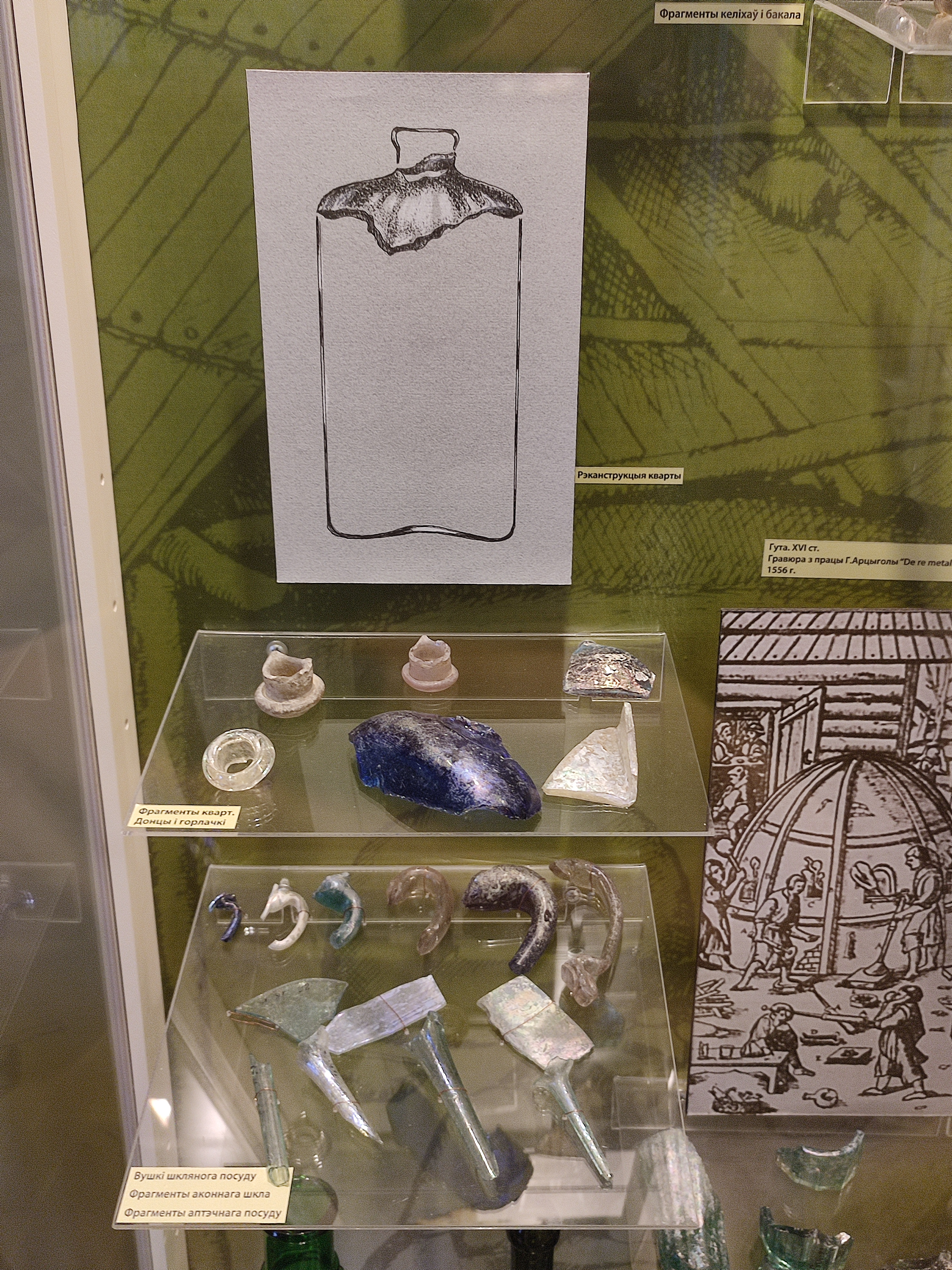
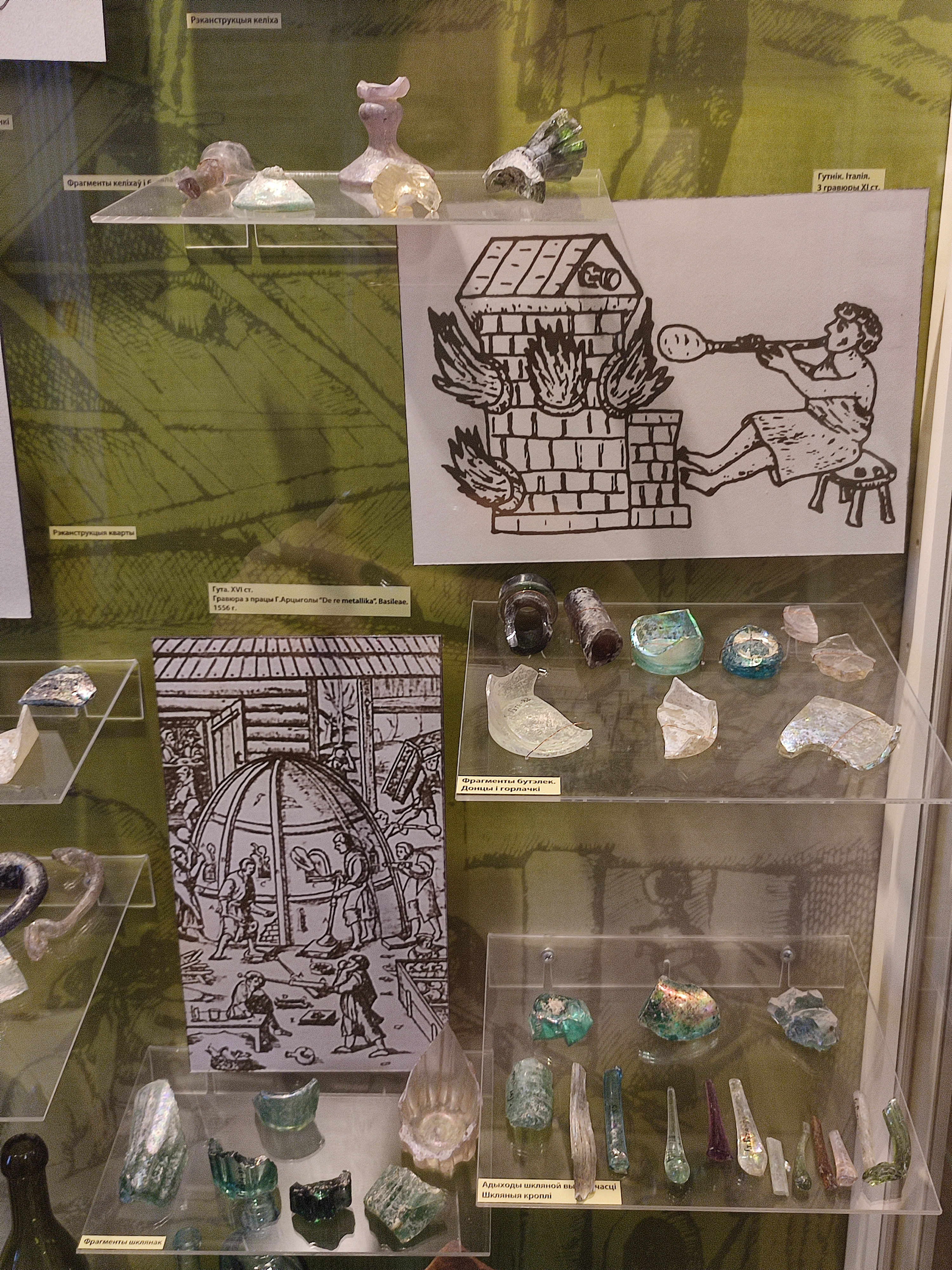

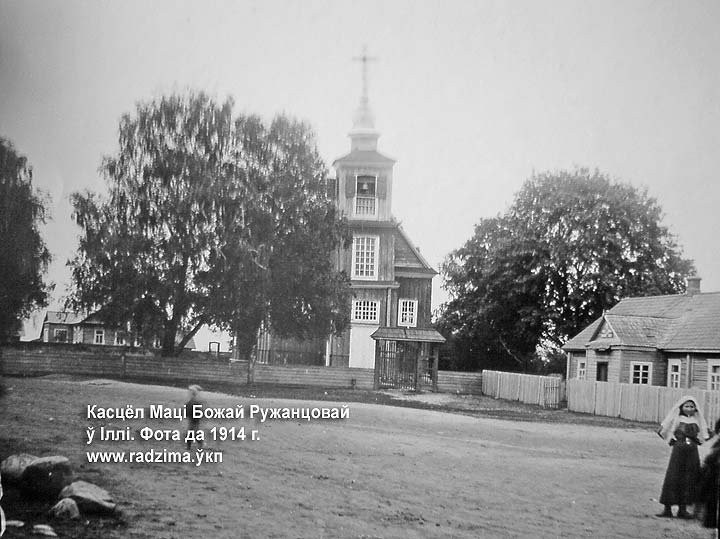
Храм св. Михаила, впоследствии храм Девы Марии, царицы Розария. Не сохранился

С 1793 года после второго раздела Речи Посполитой Илья, входит в образованный Докшицкий уезд в составе Российской империи, после упразднения уезда в 1797 году, местечко вошло в состав Вилейского уезда в составе сначала Минской губернии, а с 1843 года Виленской губернии. После участия Михаила Огинского в восстании Костюшко имение было конфисковано в государственную казну, в XIX веке неоднократно меняло хозяев. Около 1828 года в Илье построена деревянная православная церковь св. Ильи.
После подавления восстания 1863 года католический храм св. Михаила был преобразован в православную церковь, таким образом в селении было две православные церкви и ни одной католической. В XIX веке значительную часть населения местечка стали составлять евреи, в 1847 году здесь проживало 894 еврея, в 1897 году 829 евреев (57,9 % от общего числа жителей).
По состоянию на 1886 год в местечке было 40 дворов, две православные церкви, школа, проводились регулярные ярмарки. В 1905 году в местечке 1525 жителей. После выхода в 1905 году царского указа «Об укреплении начал вертерпимости» местные католики наконец получили возможность построить католический храм. Неороманская церковь Святого Сердца Иисуса была построена в 1907—1909 годах.
После подписания Рижского мирного договора (1921) Илья оказалась в составе межвоенной Польши, где стала центром гмины Вилейского повета Виленского воеводства. Храм св. Михаила был возвращён католикам и переосвящён во имя Девы Марии, царицы Розария. С 1939 года Илья в составе БССР. В годы Великой Отечественной войны посёлок находился под немецкой оккупацией с июня 1941 по июль 1944 года. В посёлке было создано гетто, и почти все евреи были убиты. Во время войны церковь Девы Марии XVIII века сгорела, две другие церкви посёлка — католический храм Св. Сердца Иисуса и православный храм св. Ильи уцелели. После войны католический храм был закрыт, переоборудован под молочный цех. В 90-х годах XX века он был возвращён католикам, отреставрирован и заново освящён в 1993 году.
В 1940—1957 годах Илья — центр Ильянского района Вилейской, затем — Молодечненской области.
С 1957 года Илья в Вилейском районе, центр сельсовета. В 1971 году здесь было 2179 жителей и 530 дворов, в 1995 году — 1865 жителей и 600 дворов.

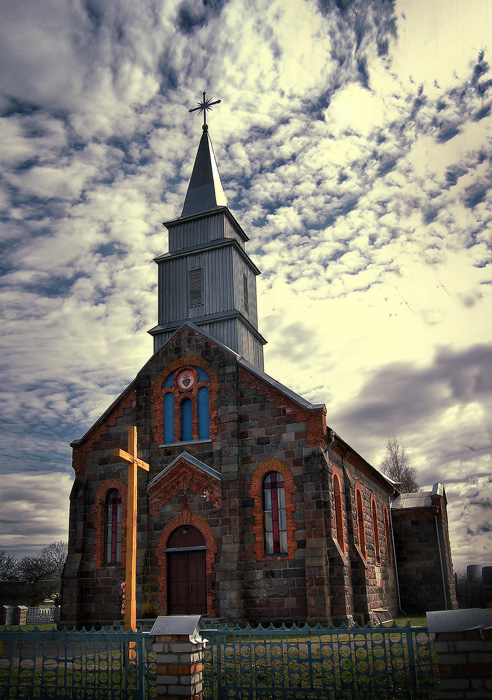
Храм Святого Сердца Иисуса

## Культура
- Дом культуры;
- Музей ГУО «Ильянская средняя школа имени А. А. Гримотя».

## События и мероприятия
- 2024 год — районный фестиваль «Дожинки».

## Достопримечательности
- Фрагменты стеклодельной мануфактуры XVIII века графов Соллогубов;
- Католический храм Святого Сердца Иисуса (неороманский стиль, 1909 год);
- Православная церковь св. Ильи (1828 год, перестроена в начале XX века);
- Здание бывшей гостиницы (конец XIX — начало XX века);
- Братская могила —  Историко-культурная ценность Республики Беларусь, шифр 613Д000119.

## Галерея

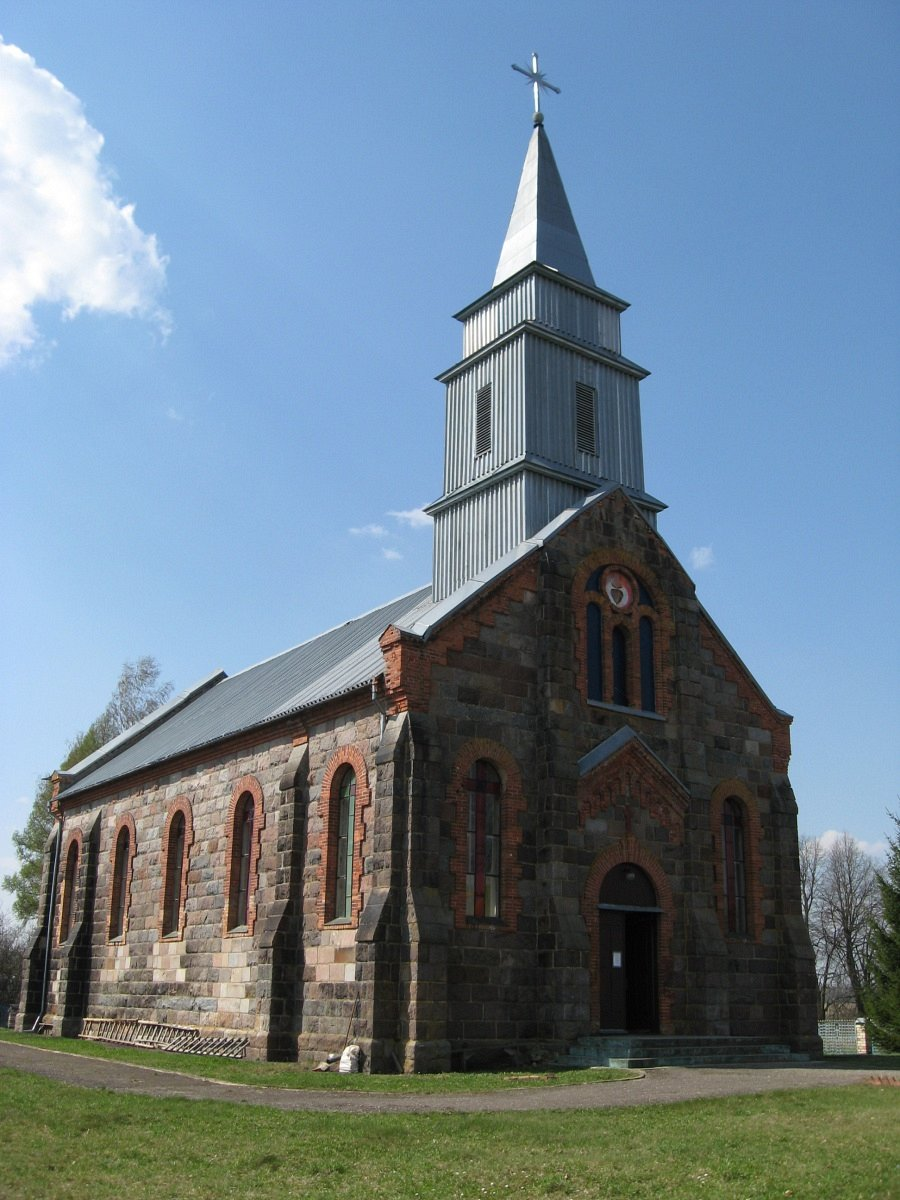
Католический храм Святого Сердца Иисуса
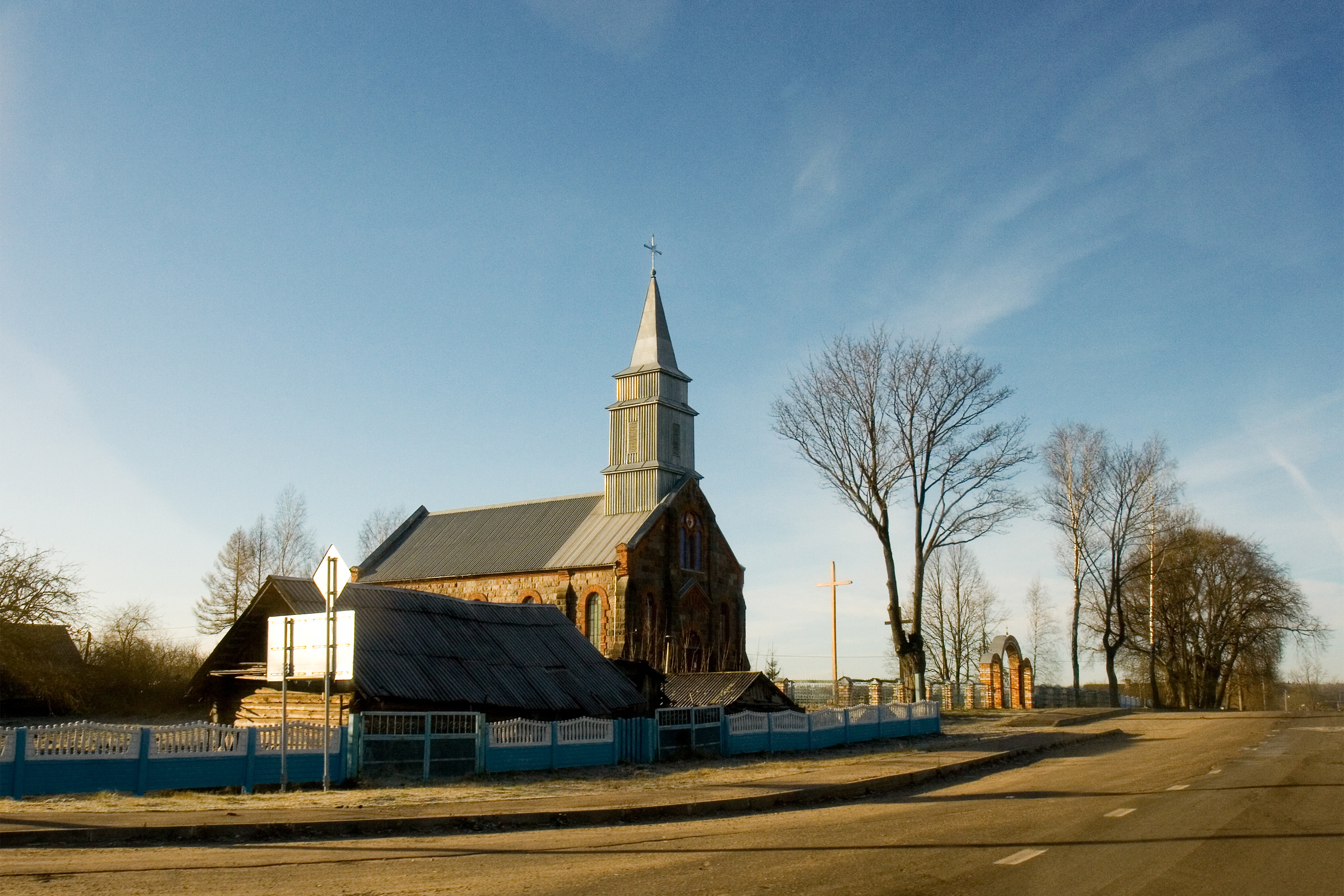
Католический храм Святого Сердца Иисуса
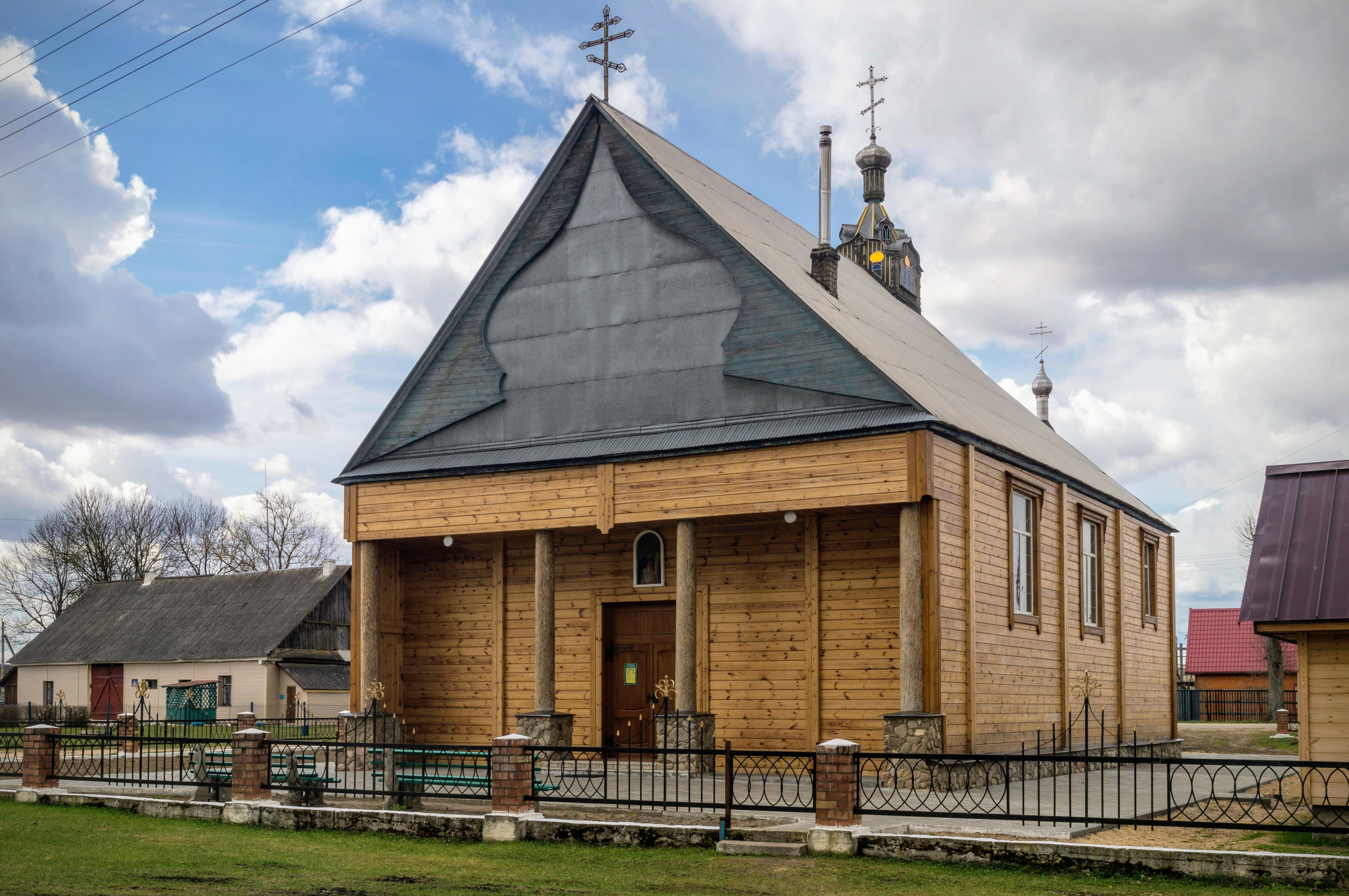
Церковь святого Пророка Илии
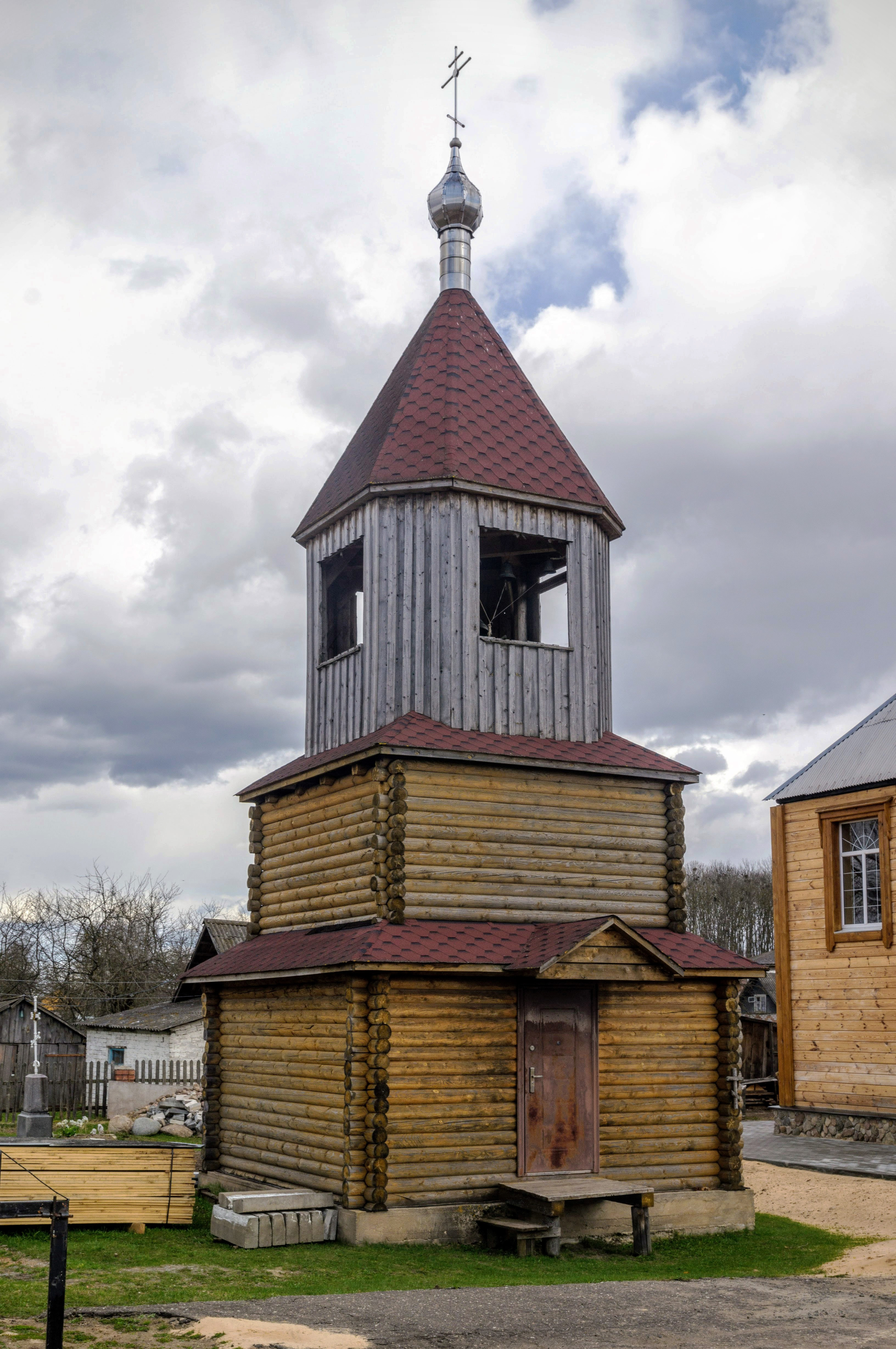
Звонница
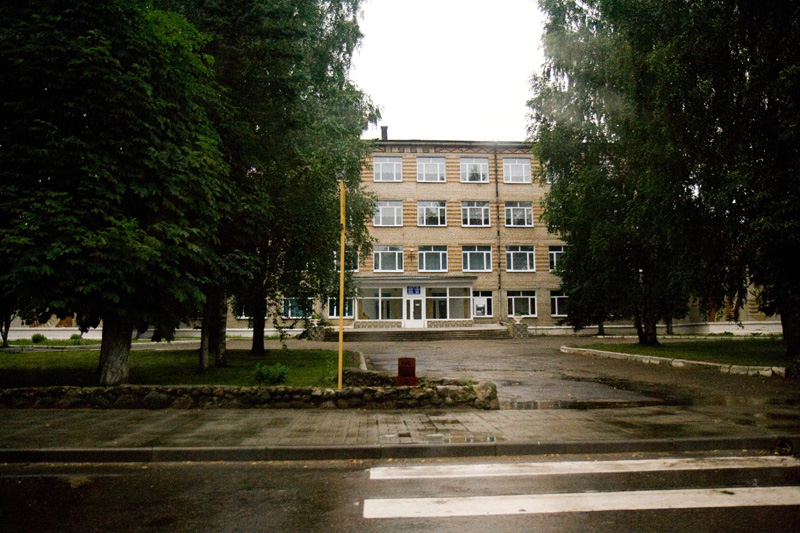
Ильянский государственный аграрный колледж